# Symphonie « B » de Joseph Haydn
La Symphonie « B »  en si bémol majeur Hob. I:108 est une symphonie du compositeur autrichien Joseph Haydn, composée entre 1757 et 1760.

## Structure de l'œuvre
La symphonie comporte quatre mouvements :
1. Allegro molto
2. Menuet
3. Andante
4. Presto

Durée approximative : 14 minutes.

## Instrumentation
- deux hautbois, un basson, deux cors, cordes, continuo.